# 相続等により取得した土地所有権の国庫への帰属に関する法律
相続等により取得した土地所有権の国庫への帰属に関する法律（そうぞくとうによりしゅとくしたとちしょゆうけんのこっこへのきぞくにかんするほうりつ、令和3年4月28日法律第25号）は、土地を相続等により取得した者が当該土地を手放して国庫に帰属させる、相続土地国庫帰属制度に関する法律である。通称は相続土地国庫帰属法。
法務省民事局民事第二課が所管し、財務省理財局国有財産企画課および国有財産調整課と連携して執行にあたる。

## 沿革
近年、少子高齢化・人口減少の進展による土地の需要の低下、地方から都市部への人口移動による過疎化に伴い、遠隔地に居住していることから不要であるなどの理由で相続登記を怠るなど、不動産登記簿を参照しても所有者が不明な土地が増加した。このことは、2011年（平成23年）に起きた東日本大震災により、登記簿上の所有者が故人である土地が大量に生じたことで問題となった。
所有者が不明な土地が増加すると、仮に当該土地を公共事業で利用したい場合でもその所有者になかなか連絡がつかず、同意を取り付けるのに非常に労力がかかるなど、円滑な公共事業実施の妨げとなるほか、管理が不十分になって周囲に悪影響を与える。そこで、民法を改正して遺産分割を促進し、かつ不動産登記法を改正して相続登記を相続人の義務として違反時に罰則を科す反面、必要のない土地を相続した相続人が、一定の要件の下でその所有権を国庫に帰属させることができることとして、所有者が不明な土地が生じることを防ごうとしたものである。
2024年5月末時点で、申請は全国で2207件、うち国庫帰属　460件、却下・不承認　23件、取り下げ　266件、審査中　1458件であった。

## 制度概要

### 申請
- 土地の所有者が法務大臣に対して、その土地の所有権を国庫に帰属させる旨の承認の申請を行う。ただし、相続・遺贈によりその土地の所有権の全部又は一部を取得した者に限る（第2条第1項）。
- 土地が共有の場合には、全所有者が共同して申請する必要がある（第2条第2項）。
- 次に掲げる土地は申請することができない（第2条第3項）。
  1. 建物が存在している土地（第1号）。建物を取り壊せば申請が可能となる[3]。
  2. 担保権等が設定されている土地（第2号）。被担保債権を弁済するか、別の不動産に担保権を設定してもらうことで申請が可能となる[3]。
  3. 通路等の他人による使用が予定される土地（第3号、法施行令第2条各号）
  4. 土壌汚染対策法（平成14年法律第53号）第2条第1項に規定する特定有害物質（法務省令で定める基準を超えるものに限る。）により汚染されている土地（第4号）。
  5. 境界等に争いのある土地（第5号）。隣地の所有者の交渉等により境界に争いがなくなれば申請できる[3]。

### 審査・決定
- 法務大臣が必要と認めるときは、その職員に調査をさせることができる（第6条第1項）。対象の土地の立入調査も可能とされている（同条第3項）。
- 法務大臣は、次に掲げるような「通常の管理又は処分をするに当たり過分の費用又は労力を要する土地」以外は、たとえ国として利用する予定が全くない土地であっても[10]、申請を承認しなければならない（第5条）。
  1. 崖があって管理費用が高額な土地（第1号）
  2. 管理・処分を阻害する工作物等が存在している土地（第2号）
  3. 除去が必須な有体物が地下に存在している土地（第3号）
  4. 隣接地所有者との訴訟を行う必要がある土地（第4号）
  5. 通常の管理又は処分をするに当たり過分の費用又は労力を要する土地として政令で定めるもの（第5号、法施行令第3条）
- 法務大臣は、当該承認に係る土地が農用地や森林に該当しないことが明らかでない限り、予め当該承認に係る土地の管理について、財務大臣及び農林水産大臣の意見を聴くものとされている（第8条）。
- 承認を受けた土地所有者は、当該土地の種目に応じた10年分の標準的な管理費用の額[2][3]の負担金を納付し（第10条）、納付した時点から当該土地は国庫に帰属する（第11条）。

法第2条第3項に該当する土地の承認申請は、直ちに却下されるのに対し、法第5条に該当する土地の承認申請は、実地調査や意見聴取などを経た上で判断されるため、直ちに不承認となるわけではない。